# Bob Stewart
Bob Stewart (nacido el 3 de febrero de 1945) es un profesor de música y tuba de jazz estadounidense.  

## Temprana edad y educación
Stewart nació en Sioux Falls, Dakota del Sur. Obtuvo una licenciatura en educación musical del Philadelphia College of the Performing Arts y una maestría en educación del Lehman College. 

## Carrera
Stewart enseñó música en escuelas públicas de Pensilvania y en la escuela secundaria Fiorello H. LaGuardia en la ciudad de Nueva York.  Actualmente es profesor en la Juilliard School y conferenciante distinguido en el Lehman College. 
Ha realizado giras y grabado con artistas como Charles Mingus, Gil Evans, Carla Bley, Muhal Richard Abrams, David Murray, Taj Mahal, Dizzy Gillespie, McCoy Tyner, Freddie Hubbard, Don Cherry, Nicholas Payton, Wynton Marsalis, Charlie Haden, Lester Bowie, Bill Frisell y muchos otros en Estados Unidos, Europa y Asia Oriental. 
Fue colaborador frecuente del saxofonista Arthur Blythe desde la década de 1970 hasta principios de la de 2000, y a menudo ocupó el lugar del contrabajo que tradicionalmente apoya a un conjunto de jazz. En su reseña del álbum de Blythe Lenox Avenue Breakdown, los editores de The Penguin Guide to Jazz calificaron el solo de la canción principal de Stewart como "una de las pocas declaraciones de tuba genuinamente importantes en el jazz". 

## Discografía

### Como líder
- 1987: First Line (JMT)
- 1988: Goin' Home (JMT)
- 2000: Then & Now (Postcards) con Taj Majal, Carlos Ward, Steve Turre, and Graham Haynes
- 2008: Heavy Metal Duo: Work Songs and Other Spirituals

### Como acompañante
Con Ahmed Abdullah's Diaspora y Francisco Mora Catlett's Afrohorn
- Jazz: A Music of the Spirit (Amedian, 2019)

Con Ray Anderson
- It Just So Happens (Enja, 1987)

Con Arthur Blythe
- Metamorphosis (1977)
- The Grip (1977)
- Bush Baby (1978)
- Lenox Avenue Breakdown (Columbia, 1979)
- Illusions (1980)
- Blythe Spirit (1981)
- Elaborations (1982)
- Light Blue: Arthur Blythe Plays Thelonious Monk (1983)
- Night Song (Clarity, 1997)
- Spirits in the Field (Savant, 2000)
- Focus (Savant, 2002)
- Exhale (Savant, 2003)

Con Henry Butler
- The Village (1987, Impulse!)

Con Uri Caine
- The Sidewalks of New York: Tin Pan Alley (Winter &amp; Winter, 1999)
- The Goldberg Variations (Winter & Winter, 2000)

Con Don Cherry
- Multikuti (A&M, 1990)

Con Gil Evans
- There Comes a Time (RCA, 1975)
- Priestess (Antilles, 1977)
- Gil Evans Live at the Royal Festival Hall London 1978 (RCA, 1979)

Con Bill Frisell
- Rambler

Con Dizzy Gillespie y Machito
- Afro-Cuban Jazz Moods (Pablo, 1975)

Con Chris Joris
- Songs For Mbizo (VKH Tonesetters, 1991 y Jazz Halo/Omnitone, 2002) – Con grabaciones en 1976[4]

Con David Murray
- Live at Sweet Basil Volume 1 (Black Saint, 1984)
- Live at Sweet Basil Volume 2 (Black Saint, 1984)
- David Murray Big Band (DIW/Columbia, 1991)

Con Charles Mingus
- Let My Children Hear Music (Columbia, 1972)
- Charles Mingus and Friends in Concert (Columbia, 1972)

Con Sam Rivers
- Crystals (Impulse!, 1974)
- Inspiration (BMG France, 1999)
- Culmination (BMG France, 1999)

Con Herb Robertson
- Shades of Bud Powell (JMT, 1988)